# Антоні Міламбо
Антоні-Джибу Міламбо (нід. Antoni-Djibu Milambo; нар. 3 квітня 2005, Роттердам) — нідерландський футболіст, півзахисник англійського клубу «Брентфорд».

## Клубна кар'єра

### «Феєнорд»
Почав займатися футболом в юнацьких клубах «ДЕГ Мюссхен» і «Шарлуа», а 2014 року приєднався до академії «Феєнорда». 15 жовтня 2020 року підписав свій перший професіональний контракт з клубом. 12 серпня 2021 року дебютував в основному складі «Феєнорда», вийшовши на заміну Луїсу Сіністеррі в матчі Ліги конференцій УЄФА проти «Люцерна». У віці 16 років і 131 дня став наймолодшим гравцем в історії клубу, побивши рекорд Джорджиньо Вейналдума з 2007 року.
2 квітня 2023 року дебютував в Ередивізі в матчі проти роттердамської «Спарти», замінивши Оркуна Кекчю. За підсумками сезону 2022–23 став чемпіоном Нідерландів в складі «Феєнорда», зігравши в 3 матчах чемпіонату.
21 жовтня 2023 року забив перший гол у своїй професіональній кар'єрі в матчі Ередивізі проти «Вітессе». 7 листопада дебютував в Лізі чемпіонів УЄФА, вийшовши на заміну Квінтену Тімберу в матчі групового етапу проти «Лаціо». 3 грудня в матчі проти ПСВ віддав свою першу результативну передачу в Ередивізі. 15 лютого 2024 року дебютував в Лізі Європи УЄФА, замінивши Ігоря Пайшана в матчі плей-оф проти «Роми». 21 квітня у складі «Феєнорда» став володарем Кубка Нідерландів.
4 серпня 2024 року відзначився голом у матчі за Суперкубок Нідерландів проти ПСВ, допомігши команді здобути трофей у серії післяматчевих пенальті. За підсумками серпня 2024 року, в якому забив 2 голи, був визнаний гравцем місяця на думку вболівальників «Феєнорда».
2 жовтня 2024 року в матчі загального етапу Ліги чемпіонів УЄФА проти іспанської «Жирони» забив свій перший гол у єврокубках.

### «Брентфорд»
3 липня 2025 року перейшов в англійський «Брентфорд», підписавши п'ятирічний контракт з опцією продовження ще на один сезон. Сума трансферу становила 20 млн євро. 17 серпня дебютував за «Брентфорд» в матчі англійської Прем'єр-ліги проти клубу «Ноттінгем Форест», вийшовши в стартовому складі.

## Кар'єра в збірній
Виступав за збірні Нідерландів до 15, до 17, до 18 і до 19 років. В травні 2022 року в складі збірноїдо 17 років виступав на юнацькому чемпіонаті Європи в Ізраїлі, де відзначився голом проти збірної Франції (до 17 років), а нідерландці посіли 2-е місце на турнірі, програвши у фіналі французам.
У вересні 2024 дебютував за збірну до 21 року. В травні 2025 року потрапив в заявку збірної до 21 року на молодіжний чемпіонат Європи в Словаччині. На турнірі провів три матчі, а його команда дійшла до півфіналу, де поступилась англійцям.

## Статистика виступів
Станом на 17 серпня 2025
| Клуб              | Сезон             | Чемпіонат         | Чемпіонат | Чемпіонат | Кубок | Кубок | Кубок ліги | Кубок ліги | Єврокубки | Єврокубки | Інші  | Інші | Всього | Всього |
| Клуб              | Сезон             | Дивізіон          | Матчі     | Голи      | Матчі | Голи  | Матчі      | Голи       | Матчі     | Голи      | Матчі | Голи | Матчі  | Голи   |
| ----------------- | ----------------- | ----------------- | --------- | --------- | ----- | ----- | ---------- | ---------- | --------- | --------- | ----- | ---- | ------ | ------ |
| Феєнорд           | 2021–22           | Ередивізі         | 0         | 0         | 0     | 0     | —          | —          | 2         | 0         | —     | —    | 2      | 0      |
| Феєнорд           | 2022–23           | Ередивізі         | 3         | 0         | 0     | 0     | —          | —          | 0         | 0         | —     | —    | 3      | 0      |
| Феєнорд           | 2023–24           | Ередивізі         | 10        | 1         | 2     | 0     | —          | —          | 3         | 0         | 0     | 0    | 15     | 1      |
| Феєнорд           | 2024–25           | Ередивізі         | 29        | 3         | 3     | 0     | —          | —          | 9         | 3         | 1     | 1    | 42     | 7      |
| Феєнорд           | Всього            | Всього            | 40        | 4         | 5     | 0     | 0          | 0          | 14        | 3         | 1     | 1    | 60     | 8      |
| Брентфорд         | 2025–26           | Прем'єр-ліга      | 1         | 0         | 0     | 0     | 0          | 0          | —         | —         | —     | —    | 1      | 0      |
| Всього за кар'єру | Всього за кар'єру | Всього за кар'єру | 41        | 4         | 5     | 0     | 0          | 0          | 14        | 3         | 1     | 1    | 61     | 8      |

1. ↑  Матчі в Лізі конференцій УЄФА
2. ↑  2 матчі в Лізі чемпіонів УЄФА і 1 матч в Лізі Європи УЄФА
3. ↑  Матчі в Лізі чемпіонів УЄФА
4. ↑  Матчі в Суперкубку Нідерландів

## Досягнення
«Феєнорд»
- Чемпіон Нідерландів: 2022–23[27]
- Володар Кубка Нідерландів: 2023–24[28]
- Володар Суперкубка Нідерландів: 2024[29]

Особисті
- Гравець місяця у «Феєнорді»: серпень 2024[30]